# Campionati europei di pugilato dilettanti 1967
I Campionati europei di pugilato dilettanti maschili 1967 si sono tenuti a Roma, Italia, dal 25 maggio al 2 giugno 1967. È stata la 17ª edizione della competizione biennale organizzata dall'EABA. 171 pugili da 26 Paesi hanno partecipato alla competizione.

## Podi
| Categoria                   | Oro               | Argento           | Bronzo                             |
| Pesi mosca (kg 51)          | Hubert Skrzypczak | Constantin Ciucă  | Pyotr Gorbatov Eugiu Yadigara      |
| Pesi gallo (kg 54)          | Nicolae Giju      | Horst Rascher     | Bruno Pieracci Nikola Savov        |
| Pesi piuma (kg 57)          | Ryszard Petek     | Seyfi Tatar       | Jean-Louis de Souza Ivan Michailov |
| Pesi leggeri (kg 60)        | Józef Grudzień    | Zvonimir Vujin    | Dieter Dunkel László Gula          |
| Pesi superleggeri (kg 63,5) | Valeriy Frolov    | Jerzy Kulej       | János Kajdi Peter Tiepold          |
| Pesi welter (kg 67)         | Bohumil Němeček   | Manfred Wolke     | István Gáli Ion Hodosam            |
| Pesi superwelter (kg 71)    | Viktor Ageyev     | Witold Stachurski | Ion Covaci Vojtech Stantien        |
| Pesi medi (kg 75)           | Mario Casati      | Aleksej Kiselëv   | Gheorghe Chivar Jan Hejduk         |
| Pesi mediomassimi (kg 81)   | Danas Pozniakas   | Peter Gerber      | Ion Monea Cosimo Pinto             |
| Pesi massimi (kg 81 +)      | Mario Baruzzi     | Peter Boddington  | Kiril Pandov Jürgen Schlegel       |

## Medagliere
Nazione ospitante 
| Posiz. | Nazione          | Oro | Argento | Bronzo | Totale |
| ------ | ---------------- | --- | ------- | ------ | ------ |
| 1      | Polonia          | 3   | 2       | 0      | 5      |
| 2      | Unione Sovietica | 3   | 1       | 1      | 5      |
| 3      | Italia           | 2   | 0       | 2      | 4      |
| 4      | Romania          | 1   | 1       | 4      | 6      |
| 5      | Cecoslovacchia   | 1   | 0       | 2      | 3      |
| 6      | Germania Ovest   | 0   | 2       | 0      | 2      |
| 7      | Germania Est     | 0   | 1       | 3      | 4      |
| 8      | Turchia          | 0   | 1       | 1      | 2      |
| 9      | Inghilterra      | 0   | 1       | 0      | 1      |
| 9      | Jugoslavia       | 0   | 1       | 0      | 1      |
| 11     | Bulgaria         | 0   | 0       | 3      | 3      |
| 11     | Ungheria         | 0   | 0       | 3      | 3      |
| 13     | Francia          | 0   | 0       | 1      | 1      |
|        | Totale           | 10  | 10      | 20     | 40     |